# Пласа-Тољијати (Торино)
Пласа-Тољијати је насеље у Италији у округу Торино, региону Пијемонт.
Према процени из 2011. у насељу је живело 53 становника. Насеље се налази на надморској висини од 581 м.